# Hylaeus limbifrons
Hylaeus limbifrons är en biart som först beskrevs av Cresson 1869.  Hylaeus limbifrons ingår i släktet citronbin, och familjen korttungebin. Inga underarter finns listade i Catalogue of Life.